# Franck Ekinci
Pour les articles homonymes, voir Ekinci.
Franck Ekinci Avni est un réalisateur, scénariste et producteur français né le 10 décembre 1964 à Neuilly-sur-Marne.

## Biographie
Après avoir travaillé dans la publicité, Franck Ekinci fonde Je suis bien content avec Marc Jousset en 1996, un studio d'animation et une maison de production d'animation.

## Filmographie (sélection)

### Comme scénariste
- 2003-2006 : Les Zinzins de l'espace (7 épisodes)
- 2014-2016 :  Bienvenue chez les Ronks ! (11 épisodes)
- 2015 : Avril et le Monde truqué co-écrit avec Benjamin Legrand

### Comme réalisateur
- 2015 : Avril et le Monde truqué co-réalisé avec Christian Desmares

### Comme producteur
- 2012 : Silex and the City
- 2015 : Avril et le Monde truqué
- 2016 : Lastman (26 épisodes)

## Distinctions

### Récompenses
- Annecy 2015 : Cristal du long métrage pour Avril et le Monde truqué

### Nominations
- César 2016 : César du meilleur film d'animation pour Avril et le Monde truqué